# Luchon-Superbagnères
Koordinaten: 42° 46′ 5″ N, 0° 34′ 36″ O

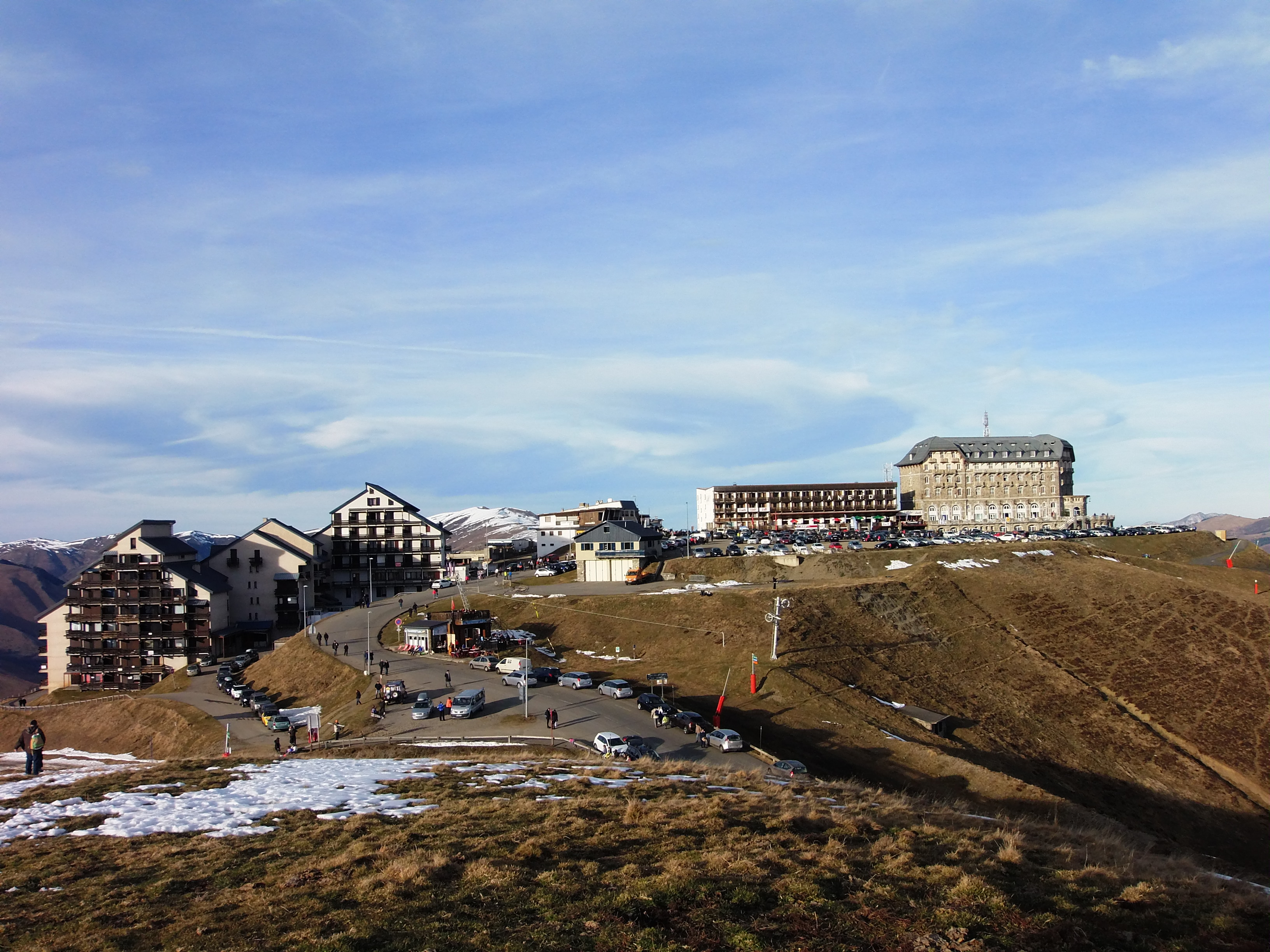
Blick auf Superbagnères

Luchon-Superbagnères ist ein französisches Wintersportgebiet in den Pyrenäen.

## Geographie und Auffahrt

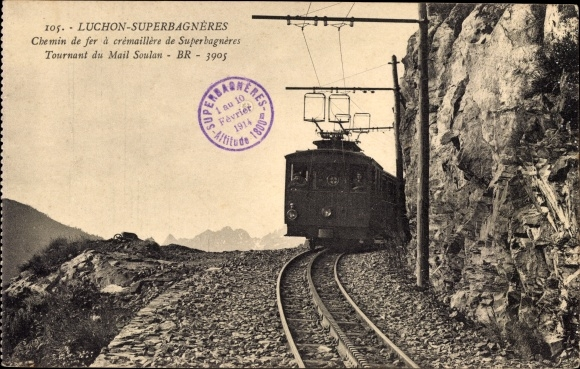
Zahnradbahn Luchon-Superbagnères, 1914

Der Wintersportort gehört zur Gemeinde Saint-Aventin nahe Bagnères-de-Luchon im Département Haute-Garonne in der Region Okzitanien. Der Talort Bagnères-de-Luchon liegt auf 630 Metern Höhe, Superbagnères auf 1440 bis 2160 Metern Höhe.
Von 1912 bis 1966 wurde es durch die Bergbahn Luchon–Superbagnères erschlossen, seitdem war das Skigebiet von Bagnères-de-Luchon nur per Straße erreichbar. 1993 wurde eine Luftseilbahn zwischen Bagnères-de-Luchon und dem Skigebiet errichtet.
Die Auffahrt von Bagnères-de-Luchon erfolgt über die D125 und D46 und weist auf einer Länge von 17,2 Kilometern eine durchschnittliche Steigung von 6,8 % auf. Die ersten 4,2 Kilometer verlaufen auf der D125, die meist nur geringe Steigungsprozente aufweist, jedoch einen Kilometer mit Rampen von bis zu 10 % beinhaltet. Die Straße führt dabei entlang der Pique, die nach dreieinhalb Kilometern über die Pont de Lapadé gequert wird. Kurz darauf teilt sich die Straße. Während die D125 weiter zum Hospice de France führt, biegt die schmalere D46 rechts ab und quert die Pique erneut. Nun führt die Straße in westlicher Richtung bei rund 7 % ins Vallée du Lys. Zehn Kilometer vor dem Skigebiet folgt ein flacherer Kilometer mit rund 5 %, ehe die Steigungsprozente bei drei engen Kehren wieder deutlich zunehmen. Rund fünf Kilometer vor dem höchsten Punkt werden Kilometerschnitt von 9 % erreicht, ehe die Baumgrenze auf den letzten 3,5 Kilometern überschritten wird. Der letzte Kilometer steigt im Schnitt mit rund 10 % an, wobei die letzten fünf Kilometer im Schnitt mit mehr als 8 % ansteigen.

## Skigebiet
Das Skigebiet umfasst (Stand 2024) 33 Pistenkilometer, die sich auf 29 Pisten (3 grüne, 15 blaue, 5 rote und 6 schwarze) verteilen. Weiters lässt sich das Skigebiet in drei Abschnitte unterteilen (Secteur Téchous, Sector Lac und Secteur Céciré). Die Pisten werden über elf Lifte erreicht, wobei der Crémaillère Express vom Talort Bagnères-de-Luchon nach Superbagnères führt. Der höchste Punkt des Skigebiets befindet sich unterhalb der Pic du Céciré auf einer Höhe von 2125 Metern.

## Radsport
In Superbagnères fand im Jahr 1961 die erste Pyrenäen-Bergankunft der Tour de France statt, die eine Höhe von mehr als 1000 Metern aufwies. Die 208 Kilometer lange 16. Etappe wurde damals in Toulouse gestartet, ehe es über den Col des Ares und Col du Portillon zum Schlussanstieg der 1. Kategorie ging. Den ersten Etappensieg sicherte sich der Italiener Imerio Massignan, während Jacques Anquetil das Gelbe Trikot verteidigte und wenige Tage später seinen zweiten Tour-de-France-Gesamtsieg feierte.
Im Jahr 1962 kehrte Superbagnères auf der 13. Etappe als Zielort eines Bergzeitfahrens zurück, das über 18,5 Kilometer führte und im Talort Bagnères-de-Luchon gestartet wurde. Als Etappensieger ging der Spanier Federico Bahamontes hervor, der die Strecke in einer Zeit von 47 Minuten und 23 Sekunden absolvierte und sich mit einem Vorsprung von rund eineinhalb Minuten vor dem Belgier Jef Planckaert durchsetzte, der das Gelbe Trikot verteidigte. Neun Jahre später fand erneut ein Bergzeitfahren nach Superbagnères statt, das mit José Manuel Fuente ein weiterer Spanier für sich entschied. Eddy Merckx belegte damals als Gesamtführender den vierten Rang und verteidigte so das Gelbe Trikot, das er bis zum Ende der Rundfahrt nicht mehr abgeben sollte. Auch im Jahr 1979 war Superbagnères Zielort eines Zeitfahrens, das über 23,9 Kilometer von Bagnères-de-Luchon ins Skigebiet führte. Etappensieger wurde der Franzose Bernard Hinault, der somit das Gelbe Trikot bereits am dritten Renntag übernahm und schlussendlich als Gesamtsieger der 66. Austragung hervorging.
Nach drei Bergzeitfahren fand im Jahr 1986 wieder eine klassische Bergankunft in Superbagnères statt. Die 73. Austragung der Frankreich-Rundfahrt stand dabei ganz im Zeichen der Rivalität des fünffachen Tour-de-France-Siegers Bernard Hinault und seines jüngeren Teamkollegen Greg LeMond, der sich zum Co-Leader der La Vie Claire-Mannschaft entwickelt hatte. Nachdem sich Bernard Hinault auf der ersten Pyrenäen-Etappe gemeinsam mit seinem Mannschaftskollegen Jean-François Bernard und dem Spanier Pedro Delgado von den restlichen Favoriten abgesetzt hatte, befand sich Greg LeMond in einer aussichtslosen Situation, da er sich nicht an der Nachführarbeit beteiligen konnte. Der US-Amerikaner büßte mehr als viereinhalb Minuten ein und lag in der Gesamtwertung als Zweiter bereits mehr als fünf Minuten hinter seinem Teamkollegen. Tags darauf führte die 13. Etappe über den Col du Tourmalet, Col d’Aspin und Col de Peyresourde, ehe es nach Superbagnères ging. Bernard Hinault griff neuerlich in der frühen Rennphase an, womit sich Greg LeMond in einer ähnlichen Situation wie am Vortag befand. Anders als auf der vorangegangenen Etappe begann Bernard Hinault jedoch am vorletzten Anstieg des Col de Peyresourde zu schwächeln und wurde noch vor dem Schlussanstieg nach Superbagnères von einer kleinen Gruppe um Greg LeMond gestellt. In der Auffahrt fiel der Gesamtführende zurück, während sich Greg LeMond als stärkster Fahrer erwies und die Etappe gewann. Im Ziel betrug sein Vorsprung gegenüber Bernard Hinault mehr als viereinhalb Minuten, womit er seinen Rückstand in der Gesamtwertung auf 40 Sekunden reduzierte. Auf der 17. Etappe übernahm Greg LeMond am Col de Granon das Gelbe Trikot von seinem Teamkollegen und krönte sich wenige Tage später zum ersten US-amerikanischen Tour-de-France-Sieger.
Die bislang letzte Bergankunft in Superbagnères fand im Jahr 1989 im Rahmen der 10. Etappe statt, wobei die Strecke zuvor erneut über den Col du Tourmalet, Col d’Aspin und Col de Peyresourde führte. Diesmal nahm Greg LeMond die Etappe als Gesamtführender in Angriff, wobei sein Vorsprung gegenüber dem Franzosen Laurent Fignon nur fünf Sekunden betrug. Während der Brite Robert Millar die Etappe aus einer Ausreißergruppe gewann, griff Greg LeMond im Schlussanstieg nach Superbagnères an, wurde jedoch nach einem Gegenangriff von Laurent Fignon distanziert und verlor 12 Sekunden und das Gelbe Trikot an den Franzosen. In einem spannenden Duell der beiden Fahrer zählte letztlich jede Sekunde, wobei Greg LeMond den Gesamtsieg schlussendlich im Abschlusszeitfahren von Paris mit einem Vorsprung von nur acht Sekunden für sich entschied.
Im Jahr 2025 kehrte die Tour de France nach 36 Jahren nach Superbagnères zurück. Die lange Abwesenheit des Anstiegs ist auf veraltete Brücken-Passagen zurückzuführen, die über die Pique führen. Nach deren Sanierung fand die Bergankunft im Skigebiet im Rahmen der 14. Etappe statt, auf der fast 5000 Höhenmeter absolviert werden mussten. Wie in den Jahren 1986 und 1989 wurden auf dem anspruchsvollen Teilstück auch der Col du Tourmalet, Col d’Aspin und Col de Peyresourde überquert. Im Ziel wurde eine Bergwertung der HC-Kategorie abgenommen. Der Niederländer Thymen Arensman gewann die Etappe, nachdem er als Letzter einer größeren Ausreißergruppe das Ziel erreichen konnte. Es folgten mit mehr als einer Minute Rückstand der Gesamtführende Tadej Pogačar vor Jonas Vingegaard. Felix Gall und Florian Lipowitz.
| Jahr | Etappe     | Bergwertung  | Fahrer              |
| ---- | ---------- | ------------ | ------------------- |
| 1961 | 16. Etappe | 1. Kategorie | Imerio Massignan    |
| 1962 | 13. Etappe | 1. Kategorie | Federico Bahamontes |
| 1971 | 15. Etappe | 1. Kategorie | José Manuel Fuente  |
| 1979 | 2. Etappe  | 1. Kategorie | Bernard Hinault     |
| 1986 | 13. Etappe | HC-Kategorie | Greg LeMond         |
| 1989 | 10. Etappe | 1. Kategorie | Robert Millar       |
| 2025 | 14. Etappe | HC-Kategorie | Thymen Arensman     |